# Жорді Ксаммар
Жорді Ксаммар Ернандес (ісп. Jordi Xammar Hernández, нар. 2 грудня 1993) — іспанський яхтсмен, бронзовий призер Олімпійських ігор 2020 року.

## Виступи на Олімпіадах
| Олімпіада           | Дисципліна | Місце |
| ------------------- | ---------- | ----- |
| Ріо-де-Жанейро 2016 | 470        | 12    |
| Токіо 2020          | 470        | 3     |

## Зовнішні посилання
- Жорді Ксаммар — олімпійська статистика на сайті Sports-Reference.com (англ.) (архівна версія)
- Жорді Ксаммар [Архівовано 7 серпня 2021 у Wayback Machine.] на сайті World Sailing

1. ↑  Enciclopèdia de l'esport català — Grup Enciclopèdia, 2012.